# Joe Kovacs
Joe Kovacs, född 28 juni 1989, är en amerikansk friidrottare som tävlar i kulstötning. Kovacs tog VM-guld 2015 och 2019.

## Karriär
Vid olympiska sommarspelen 2016 i Rio de Janeiro tog Kovacs silver i kulstötning. Vid olympiska sommarspelen 2020 i Tokyo tog han återigen silver i kulstötning.
I juli 2022 vid VM i Eugene tog Kovacs silver i kultävlingen efter en stöt på 22,89 meter. I augusti 2023 vid VM i Budapest tog Kovacs brons efter en stöt på 22,12 meter. Vid OS 2024 tog han sitt tredje raka OS-silver.

## Tävlingar

### Nationella
| - Amerikanska friidrottsmästerskapen / OS-uttagningarna (utomhus): - 2014: Guld – Kulstötning (22,03 meter, Sacramento) - 2015: Guld – Kulstötning (21,84 meter, Eugene) - 2016: Silver – Kulstötning (21,95 meter, Eugene) - 2017: Silver – Kulstötning (22,35 meter, Sacramento) - 2019: Silver – Kulstötning (22,31 meter, Des Moines) - 2021: Silver – Kulstötning (22,34 meter, Eugene) - 2022: Silver – Kulstötning (22,87 meter, Eugene) | - Amerikanska friidrottsmästerskapen (inomhus): - 2014: Brons – Kulstötning (21,46 meter, Albuquerque) - 2019: Silver – Kulstötning (21,40 meter, Staten Island) - 2023: Guld – Kulstötning (21,55 meter, Albuquerque) |

## Personliga rekord
| Utomhus - Kulstötning – 23,23 m (Zürich, 7 september 2022) - Diskus – 56,08 m (Columbus, 23 april 2011) - Släggkastning – 61,50 m (Auburn, 15 april 2011) | Inomhus - Kulstötning – 22,05 m (Geneva, 13 februari 2021) - Viktkastning – 19,07 m (University Park, 28 januari 2011) |